# 髮剪處
株式会社髮剪處（かみきりどころ）は、理容所および美容所のフランチャイズチェーンを運営する日本国の企業である。

## 会社概要
直営店は一切運営しておらず、理美容業に従事する企業または個人のみを加盟店とするフランチャイズ事業を専業とする。

### 正式な表記
- しばしば「髪剪処」「髪切所」等といった表記をされる事があるが、同社の法人登記上および同社が取得している登録商標上の表記は「髮剪處」であり、「髮」と「處」は旧字体を用いる。

## 沿革
- 2000年9月 有限会社髮剪處を設立、同年に一号店を開業。「髮剪處」フランチャイズチェーン展開を開始。
- 2004年3月 株式会社髮剪處に改組、同年に50店舗を突破。「Beauty Face」「銀座LA･BO」フランチャイズチェーン展開を開始。
- 2005年 100店舗を突破。「Beau-Zone」フランチャイズチェーン展開を開始。
- 2010年 200店舗を突破。「Beauty eyelash」フランチャイズチェーン展開を開始。
- 2011年 「BEAUTY Nail」フランチャイズチェーン展開を開始。
- 2013年 海外一号店「髮剪處 上海浦東店」を開業。「BALANCE Professional」「the HAND & FOOT SPA」フランチャイズチェーン展開を開始。
- 2022年10月現在 全国に222店舗を展開中。

## 店舗展開

### カットサロン髮剪處（かみきりどころ）・美し處（うつくしどころ）
- 同社フランチャイズの設立当初からの基幹事業であり、主にスーパー銭湯や日帰り入浴施設といった公衆浴場内に出店している。
- 通常4,000円が相場とされる総合調髪メニューを、カット1000円・顔剃り1000円・シャンプー1000円・ブロー1000円と細分化することにより、顧客ニーズに沿った低価格・高品質なサービスをコンセプトとしている。また、公衆浴場内という出店立地は、シャンプーをしてもらう必要がない・女性でもノーメイクで顔剃りの施術が受けられるという来店の動機付けを図ってのものである。
- ヘアカラー・パーマ・スキンケア等の各種メニューにも積極的に取り組むことにより、1000円カット専門店との差別化を図っている。
- 店舗により理容所・美容所の登録が異なり、法規上の制約もあってサービス内容が一部異なる。また公衆浴場にテナントインするという特性上、価格設定にも店舗により若干の差異が見られる。
- 同社とは全く関係のない事業者でありながらも、公衆浴場内によく見られる「お食事処」などの表記に合わせて「髪剪處」もしくはこれに酷似した屋号を使用している公衆浴場内の理容所・美容所が全国的に散見される。
- 北関東を中心とするショッピングセンター内に、同様の事業を転用。カットを主とした店舗の他、低価格帯のヘアカラーを前面に打ち出した「髮剪處カラーズ」等の派生ブランドを展開している。

### Beauty Face（ビューティーフェイス）
- 「女性による、女性のためのシェービング専門店」をコンセプトとして打ち出し、対象顧客・従業員とも女性のみに限定される。
- 主に百貨店やシティホテル等の女性向けフロアに出店しており、顔剃り・フェイシャルケア・ブライダルシェービングのサービスを提供している。
- 施術にカミソリを用いるため理容所として営業許可を受けているが、散髪は行わない。
- まつ毛エクステ専門店「ビューティーアイラッシュ」・ネイルサロン「ビューティーネイル」等を併設展開。

### 銀座LA･BO（ギンザ ラボ）
- 低価格の美容室として、鉄道駅付帯施設や駅前の商業施設内に出店している。
- 受付～施術～会計の一連の接客業務を一人のスタイリストが担当し、アシスタントは在籍しない。

### Beau-Zone（ビューゾーン）
- 美容室・理容室の大型複合店として、イオンスーパーセンターを主とするスーパーセンター内に出店している。
- 郊外型の施設立地に合わせて、家族連れ顧客をメインターゲットとしており、老若男女が気軽に利用できる店舗づくりをコンセプトとして打ち出している。
- ほとんどの店舗は店内を二つに仕切り、それぞれ理容所・美容所の営業許可を受けている。